# Cómplices del Conde Olaf
En la serie de libros de Lemony Snicket, Una serie de catastróficas desdichas, originalmente el Conde Olaf contaba con cinco personas en su grupo de teatro. Además de que actuaban en Obras teatrales, también le ayudaban a realizar malévolos planes. En los siguientes libros de la serie, cada socio de Olaf renunciaba o moría, uno por uno, comenzando con la persona de género indeterminado y terminando con el hombre con ganchos en vez de manos.

## Grupo original

### Fernald, El Hombre con Garfios en Lugar de Manos
Fernald apareció por primera vez en "Un mal principio"

### El Hombre Calvo de Larga Nariz
El Hombre Calvo de Larga Nariz (y rara vez nombrado solo Hombre calvo) es uno de los socios originales de Olaf. En "Un mal principio" existe una confusión, ya que uno de los miembros del grupo es nombrado como el Hombre con Berruga en el Rostro. Ya jamás volvió a ser mencionado, pero algunos fanes creen que este es el hombre calvo, en la canción acompañada de los audiolibros fue descritó como un hombre "cubierto de berrugas". Su alias era Flacutono, que es un anagrama en inglés de Conde Olaf.
El Hombre Calvo ayudó con muchos de los planes del Conde Olaf. En El aserradero lúgubre, usó una peluca blanca rizada y un cubre-bocas quirúrgico, se disfrazó como el Capataz Flacutono, el capataz del Aserradero de la Suerte. Él hizo tropezar a Klaus Baudelaire varias veces, provocando que los lentes de Klaus se quebrasen. Después Klaus fue hipnotizado en la oficina de la optometrista donde trabajan el Conde Olaf y su cómplice la Dra. Orwell. Su identidad fue revelada al final del libro cuando escapó del aserradero junto con el Conde Olaf.
Cuando Klaus dijo que la persona de género indeterminado era la más temible, Violet mencionó que encontraba más temible al hombre calvo, posiblemente por el trato que le dio en Un mal principio.
El hombre calvo no vuelve a aparecer hasta El hospital captivo. En este libro, se disfrazó con algo similar a El aserradero lúgubre, se llama así mismo Doctor Flacutono. Él y los otros cómplices del Conde Olaf intentaron presentar la primera craneoctomía del mundo (corte de cráneo) en Violet Baudelaire, pero es rescatada cuando sus hermanos entran a la cirugía.
El hombre calvo llega a su fin en El carnaval carnívoro, cuando fue devorado por leones junto con Madame Lulu.

### Las Mujeres con Polvo Blanco en el Rostro
Las Mujeres con Polvo Blanco en el Rostro son originalmente miembros del grupo de teatro del Conde Olaf. No se sabe mucho de ellas, solo que tenían otra hermana, la cual murió en un incendio. La característica más desagradable de estas mujeres es que siempre se maquillan con polvo blanco en el rostro. Ellas han mencionado que consideran a su rostro maquillado de blanco como de fenómenos, sin embargo nunca se supo porque entonces seguían maquillándose así. Sus alias son Flo y Tocuna - un anagrama en inglés de Count Olaf (Conde Olaf).
Las mujeres ayudaron con los planes del Conde Olaf en Una academia muy austera. Disfrazadas como dos trabajadores de la cafetería con máscaras metálicas, ellas vigilaron a los Baudelaire y a Duncan e Isadora Quagmire durante el libro. Al final forzaron a los Quagmire a entrar al automóvil del Conde Olaf y escaparón junto con ellos.
En El hospital captivo, ambas mujeres llegaron tarde a la craniotomía de Violet Baudelaire, por lo tanto Klaus y Sunny Baudelaire fueron confundidos con ellas. Poco después de que las verdaderas mujeres con polvo blanco en el rostro llegaron, los Baudelaire corrieron para escabullirse de todos los socios del Conde Olaf en la sala de Operaciones.
Finalmente las mujeres se cansaron de las continuas traiciones de Olaf y lo abandonaron en La pendiente resbaladiza.

### La Persona de Género Indeterminado
La Persona de Género Indeterminado es uno de los socios originales del Conde Olaf. Esta persona es extremadamente obesa y no parece ni hombre ni mujer. Tanto el narrador como los personajes se refieren a esta persona usando frases como: "él o ella", "la enorme criatura", "eso", y "Grande". Debido a que los socios de Olaf usan esos lenguajes, esto define que incluso ellos no están seguros del género de esta persona. El autor usualmente lo o la describe como 'un cómplice con sobrepeso'.
Él o ella a menudo vigila algo para el Conde Olaf, como la torre donde Sunny es retenida en Un mal principio y las llaves de los veleros en El ventanal. Él o ella tiene la fuerza para agarrar y poner a Violet sobre sus hombro con una mano. En los libros él o ella es descrito (a) como blanquismo (pálido), haciendo más difícil distinguir su género.
Los niños Baudelaire jamás escucharon la voz de esta persona, incluso cuando él/ella le hablaba a otros para que hablaran por él/ella. No se sabe si esta persona prefiere mantenerse en silencio por decisión propia.  Sin embargo, obviamente tiene alguna especie de comunicación debido a que le informó al Conde Olaf, disfrazado como el Capitán Sham, que los Baudelaire robarón el velero en El ventanal. En El hospital captivo los niños escucharon la risa de la persona de género indeterminado. Esta es descrita como "una extraña risa que sonaba como un chillido y un aullido al mismo tiempo." En el filme en algunas ocasiones el personaje habla, con un leve acento escocés. Sin embargo, en la versión fílmica de la historia, él o ella es un personaje menor, solo aparece en la cena de Olaf y en la escena de la boda, donde él o ella viste con la mitad de un vestido de dama de honor y la otra mitad de un esmoquin.
En algún momento Sunny Baudelaire llama a esta persona "Orlando", una alusión literaria de la novela de Virginia Woolf, Orlando: Una Biografía, de quien el héroe es un hombre que se convierte en mujer. Orlando es basado en Vita Sackville-West, la breve amante Woolf. En la versión fílmica de la historia, la Persona de Género Indeterminado es llamada "Liza", pero se desconoce si el nombre fue dado por el autor o por el director. En los libros, el personaje nunca es determinado por su nombre.
En El hospital captivo (la última aparición del personaje) él o ella es visto (a) como uno o una de los cómplices del Conde Olaf, disfrazado (a) como guardia del Hospital Heimlich, primero se vio vigilando una puerta donde se escondían dos más de los socios de Olaf. Se confirmó que esta persona no habla ni siquiera con sus compañeros, al igual que ni con Esmé o con Klaus y Sunny, ni con las mujeres con polvo blanco en el rostro. El personaje no es visto de nuevo hasta la escena final. Es él o la única ausente entre el grupo de Olaf que intentó capturar a los Baudelaires durante el escape del teatrito de la cirugía, pero ellos pasaron rebazandolo (la). Él o ella rugió y los persiguió, el segundo y último ruido que hizo. Los Baudelaire se las arreglaron para escapar desde un armario, dejando a la persona dentro mientras el hospital se quemaba en pedazos, donde probablemente falleció.
En cambio, en la serie, él/ella deja el grupo de Olaf en la montaña junto a las mujeres de cara empolvada y el hombre calvo narigón. Al final de la série se les puede ver en una función de teatro ...

### El Hombre con Berruga en el Rostro
El Hombre con Berruga en el Rostro: Hizo su primera y única aparición en Un mal principio. Apareció en la obra, y él fue quien apagó la luz, ayudando a que Olaf y su grupo escapasen. Tal vez él es el hombre calvo con larga nariz o el hombre con espinillas en todo su rostro que apareció en El carnaval carnívoro. Si él es el hombre calvo, entonces jamás volverá a aparecer, debido a que el hombre calvo murió en El carnaval carnívoro.

## Cómplices posteriores

### Georgina Orwell
La Dra. Orwell es una optometrista que vive en la espanotasa ciudad de Paltryville.
En El aserradero lúgubre, la Dra. Orwell es en verdad una hipnotista e hipnotizo a Klaus Baudelaire. 
En la misma novela, ella y Sunny Baudelaire tienen una pelea de espadas en la que Orwell usa una espada y Sunny sus cuatro dientes afilados.
La Dra. Orwell muere cuando tropieza hacia atrás y cae en una hoja de sierra en movimiento para cortar madera.
El nombre completo de la Dra. Orwell es Georgina Orwell, basado en el autor George Orwell.
Quizás ella fue un antiguo miembro de V.F.D., debido a que el disfraz de optometrista que aparece en  Lemony Snicket: La Autobiografía No Autorizada marca su aparición.

### Hugo el Jorobado
Hugo, un jorobado, apareció por primera vez en El carnival carnívoro. Probablemente fue llamado así por Victor Hugo, el autor del reconocido libro Nuestra Señora de París (El Jorobado de Nuestra Dama).
Cuando los Baudelaire huyen de las autoridades, por crímenes que no cometieron, se disfrazan de fenómenos. Violet y Klaus se disfrazan de un fenómeno de dos cabezas en el Carnaval Caligari. Mientras que Sunny es Chabo el bebé lobo. Se encuentran trabajando con Hugo, Colette, y Kevin. Al final de El carnaval carnívoro, Hugo es sobornado por el Conde Olaf y Esmé Miseria para unirse a su malvado grupo. Hugo también aparece en La pendiente resbaladiza como un personaje menor
Hugo el Jorobado aparece de nuevo en El penúltimo peligro, disfrazado como guardacoches en el Hotel Denouement como parte de uno de los planes del Conde Olaf. Se desconoce si logró sobrevivir al incendio que consumió el hotel.

### Colette la Contorsionista
Collette is a contorsionista. Apareció por primera vez en El carnaval carnívoro, donde trabajaba en el Carnaval Caligari en la Casa de los Fenómenos. 
Cuando Violet, Klaus, y Sunny Baudelaire huyen de las autoridades, por crímenes que no cometierón, los tres niños se disfrazan de fenómenos. Como resultado comenzaron a trabajar con Collette y sus colaboradores. Vivían en una carnaval con sus colegas y compañeros fenómenos, Hugo, un jorobado y Kevin, el cual es Ambidiestro. Al final de El carnaval carnívoro, Collette, Hugo, y Kevin se unen a los Socios del Conde Olaf. 
Collette aparece de nuevo como un personaje menor en La pendiente resbaladiza y en El penúltimo peligro. En El penúltimo peligro, se disfraza como una farmacéutica para colaborar con el último plan del Conde Olaf. No se sabe si logró sobrevivir en el incendio del Hotel Denouement.
Algunas veces en el libro, gira su cuerpo formando las iniciales "K.S." que son las iniciales de Kit Snicket.

### Kevin
Kevin fue visto por primera vez en El carnaval carnívoro como miembro del espectáculo de Madame Lulu. Su talento es el ser Ambidiestro. Se avergüenza mucho de su habilidad, lo cual es totalmente ridículo. Kevin accede a unirse al grupo del Conde Olaf después de incendiar el carnaval. En El penúltimo peligro, Kevin se disgraza como empleado de lavandería en el Hotel Denouement. No se sabe si logró sobrevivir al incendio.

### El hombre con barba pero sin pelo y la mujer con pelo pero sin barba
El hombre con barba pero sin pelo y la mujer con pelo pero sin barba son dos ficiticios jueces villanos que aparecieron por primera vez en La pendiente resbaladiza.
El hombre con barba pero sin pelo y la mujer con pelo pero sin barba tienen un "aura de amenaza" e incluso intimidan al Conde Olaf. Son tan terroríficos que Lemony Snicket siente mucho miedo con sólo mencionar sus nombres. Los Baudelaires los vieron por primera vez sobre la punta de la Montaña Fraught. Ellos incendiarón el cuartel de V.F.D. y fueron a visitar a Olaf. Ellos capturarón y enseñarón nuevas técnicas a las Águilas de V.F.D., las cuales obedecen sus órdenes e incluso cargan con la siniestra pareja cuando vuelan.
En El penúltimo peligro, se reveló que ambos eran los dos jueces (a los lados de la Juez Strauss) en el Tribunal superior, y habían estado pretendiendo estar interesados en el caso de los Baudelaire para así conseguir toda la información que la Juez Strauss tenía sobre los niños. Entonces ellos le dijerón al Conde Olaf todo lo que sabían para ayudarle. Al final de El penúltimo peligro, un enorme incendio consumió al Hotel Denouement y lo destruyó mientras los dos villanos se encontraban adentro, aunque no se sabe si sobrevivierón o murieron. Ya no volvieron a aparecer en El Fin.
- Datos: Q2259816